# Косвіг (Ангальт)
Косвіг (нім. Coswig) — місто в Німеччині, розташоване в землі Саксонія-Ангальт. Входить до складу району Віттенберг.
Площа — 295,73 км2. Населення становить 11 494 ос. (станом на 31 грудня 2021).

## Галерея

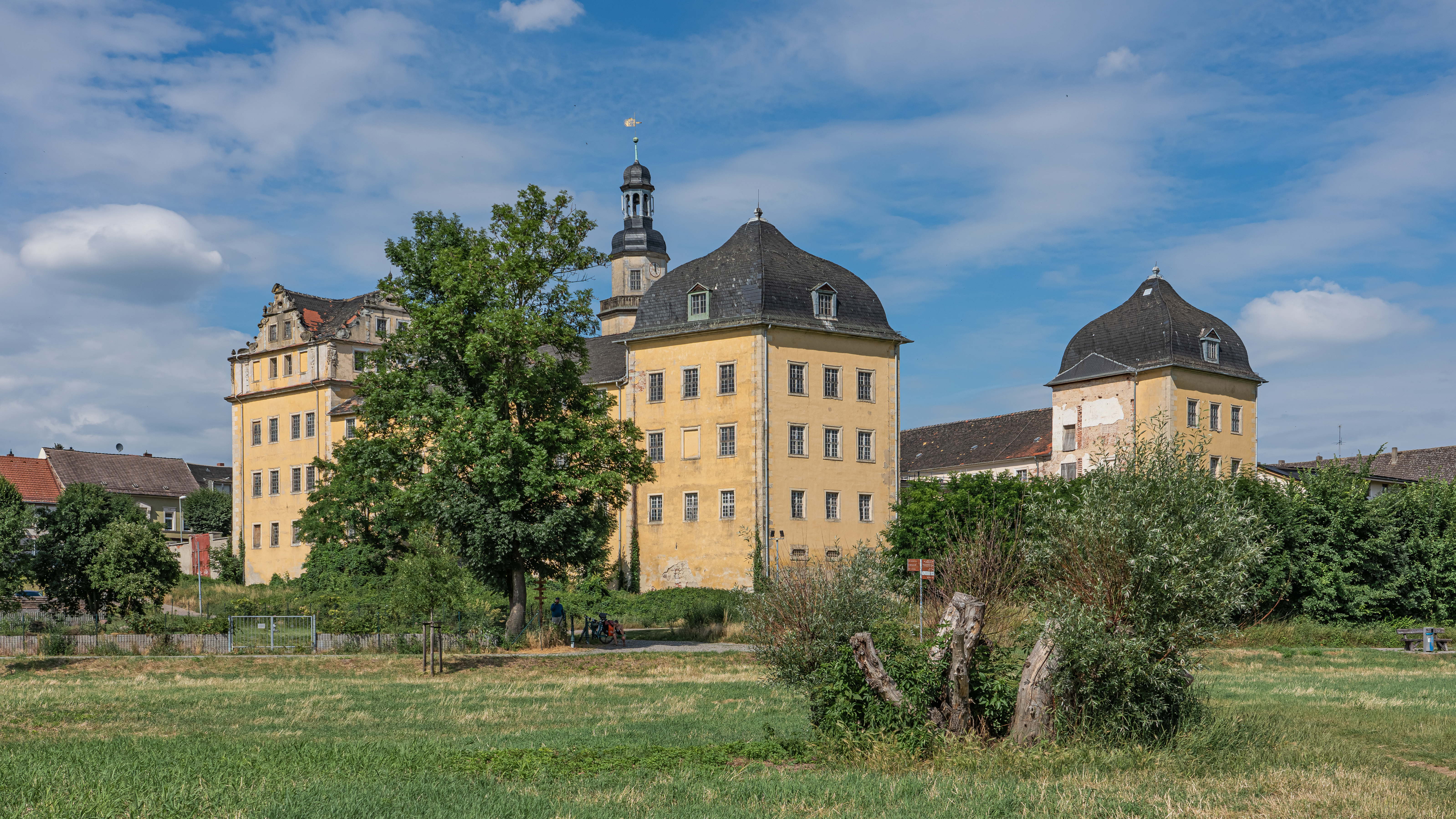
Замок
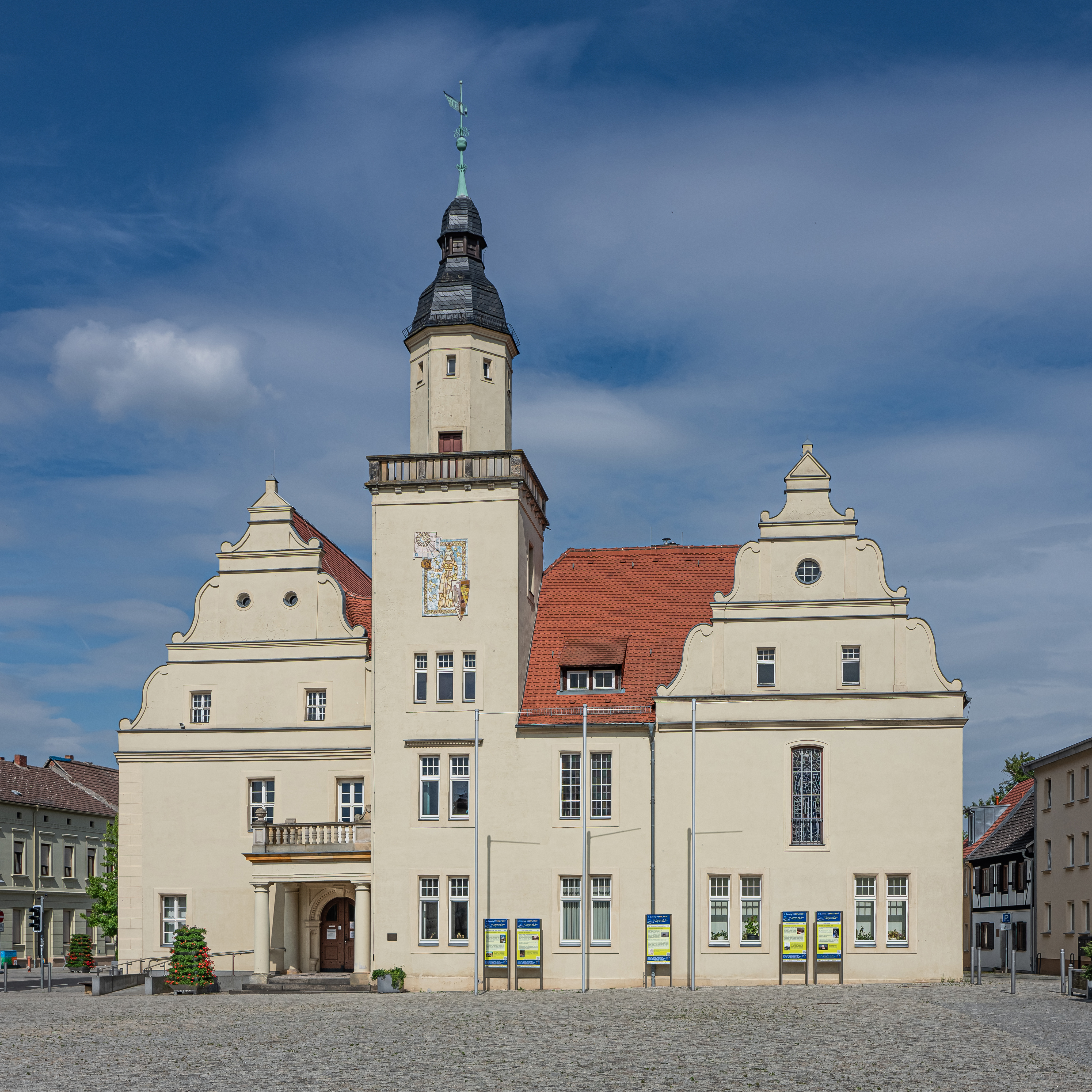
Ратуша
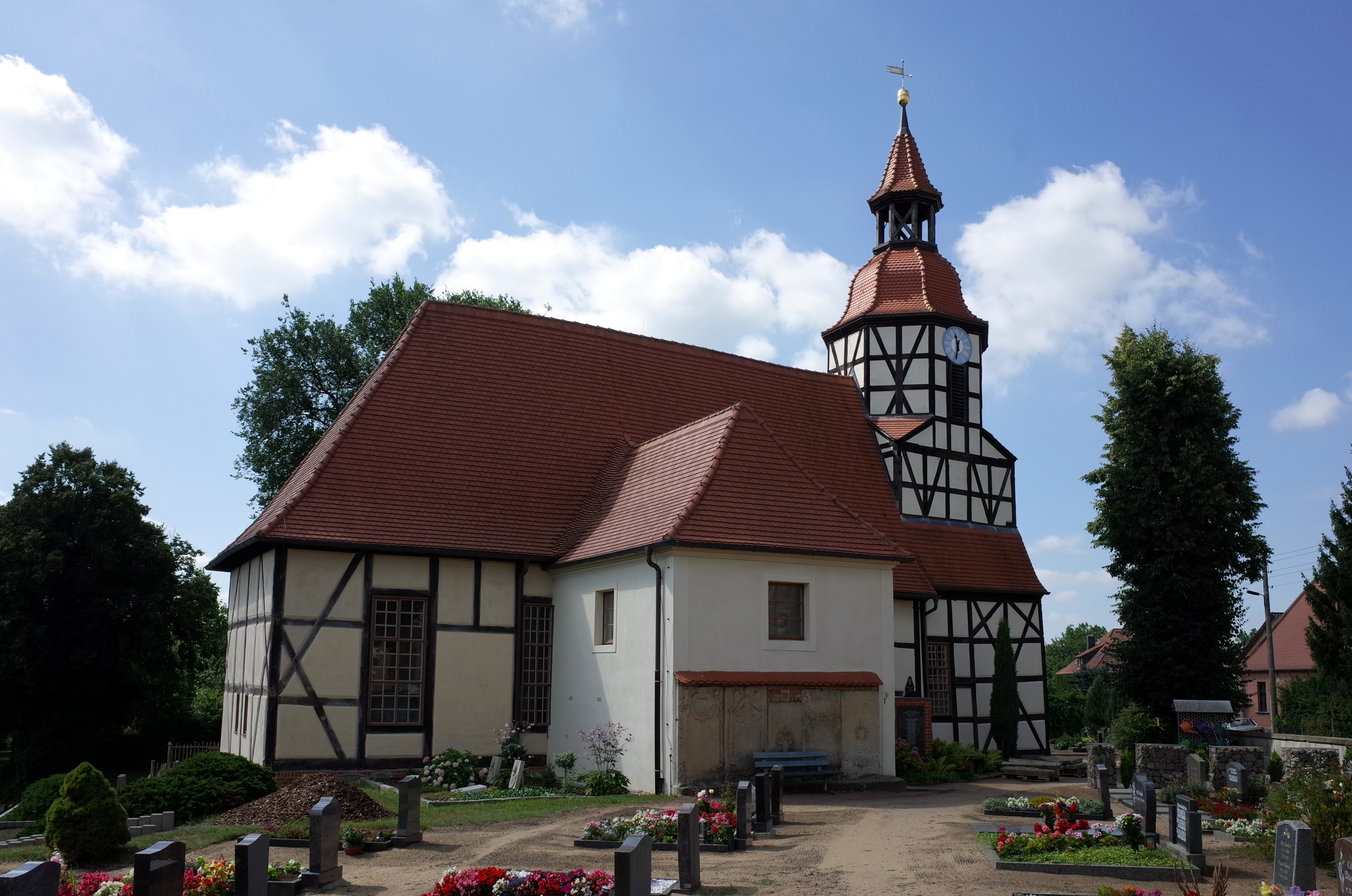
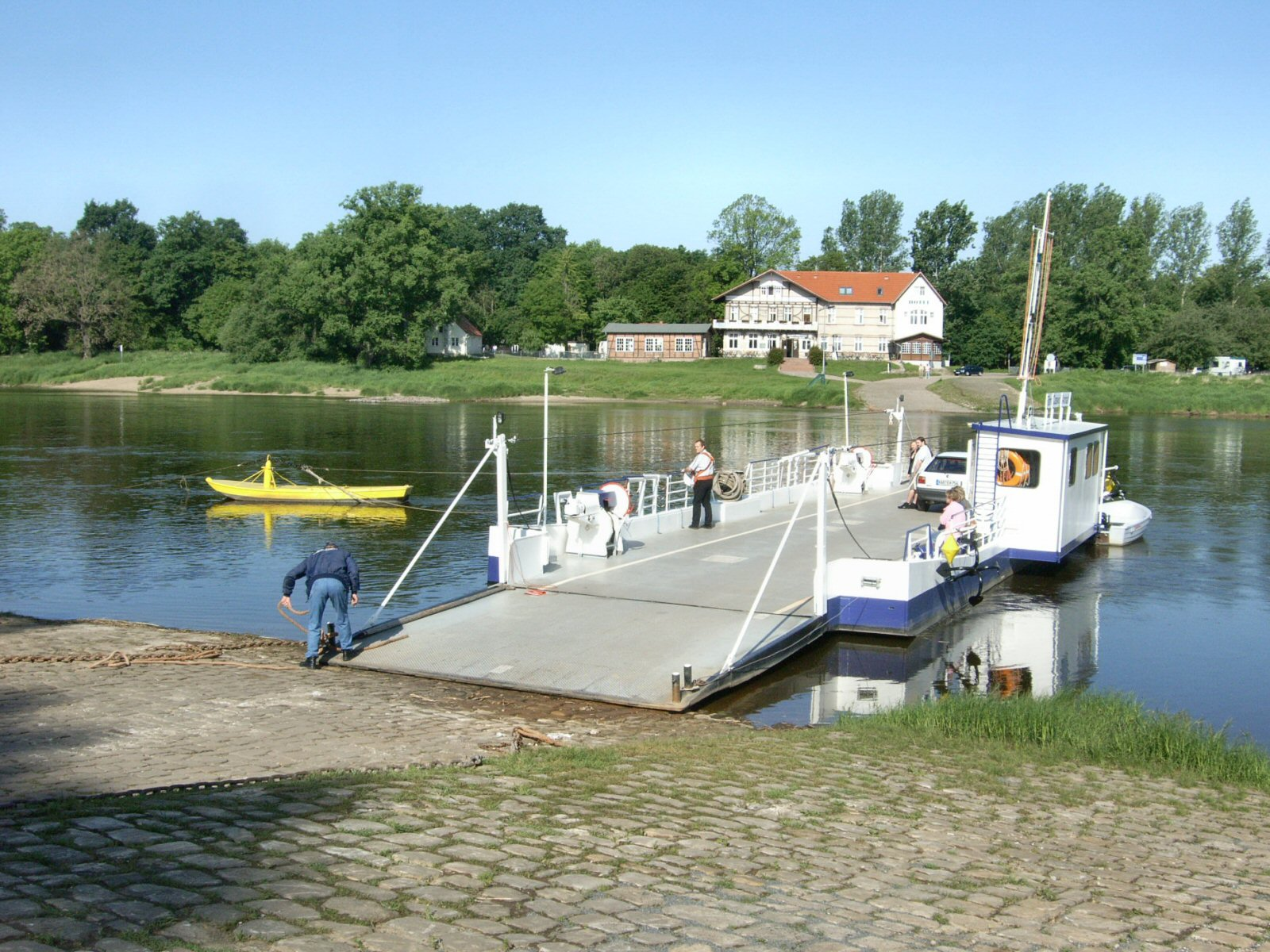